# Masjid Aqsab
Masjid Aqsab (tiếng Ả Rập: مسجد الأقصاب) là một khu phố và quận của thành phố Sarouja của Damascus, Syria. Nó có dân số 14.148 trong cuộc điều tra dân số năm 2004. Khu phố được thành lập từ thời Mamluk (thế kỷ 14) là một vùng ngoại ô của thành phố Damascus có tường bao quanh, giáp với cổng Bab al-Salam ở phía nam và tiếp giáp với khu phố al-Faradis ở phía tây. Nó được xây dựng xung quanh Nhà thờ Hồi giáo Aqsab, sau đó khu phố được đặt tên. Nhà thờ Hồi giáo cố tình chứa các ngôi mộ của bảy Sahaba (bạn đồng hành của Muhammad). Trong cuộc điều tra dân số Pháp năm 1936, khu phố có dân số 6.900 người, tất cả đều là người Hồi giáo.